# Star Trek: Bridge Commander
Star Trek: Bridge Commander is een op Star Trek gebaseerd computerspel. 
Samen met een schip en een bemanning gaat de speler door de zogenaamde Maelstrom op missies uit. De bekende Star Trekpersonages Picard en Data ontbreken hier niet bij; samen met hen worden andere rassen, zoals de Cardassians, uit de weg geruimd omdat er een groot mysterie ontstond bij de ontploffing van een ster. Tijdens deze missies wordt de speler en zijn schip een belangrijke factor in het oplossen van onder andere het verdachte gedrag van de Cardassians.

## De bemanning
- Commandant Saffi Larsen (mens)

- Luitenant Commandant Miguel Pedro Diaz (mens)

- Luitenant Felix Savali (mens)

- Ensign Kiska Lomar (Bajoran)

- Lt Commandant Solian Brex (Bolian)

## Overige personen
- Admiraal Alice Liu, Sterrenbasis 12 (mens)
- Kapitein Jean-Luc Picard, USS Enterprise (mens)
- Commandant Data (androïde)

## Mods
Mods zijn uitbreidingen van een spel. Voor Star Trek Bridge Commander zijn veel mods gemaakt, zoals bruggen en andere schepen. Tot op de dag van vandaag worden er nog scripties en mods gemaakt voor Bridge Commander.